# Der Don ist tot
Der Don ist tot (Originaltitel: The Don is Dead) ist ein amerikanischer Mafiafilm des Regisseurs Richard Fleischer. Es ist die Verfilmung des Romans The Don is Dead von Marvin H. Albert, der gemeinsam mit Christopher Trumbo und Michael Butler das Drehbuch schrieb. In der Hauptrolle ist Anthony Quinn zu sehen.

## Handlung
Nach dem Tod des Mafiabosses Don Paolo gerät das Machtgefüge in der Unterwelt von Las Vegas durcheinander. Don Angelo möchte die Leitung der Mafia übernehmen, was Frank, Don Paolos Sohn, nicht gefällt. Als Frank und Don Angelo sich in dieselbe Frau verlieben, führt dies zu einem Bandenkrieg, an dessen Ende Tony die Macht übernimmt.

## Hintergrund
In den Vereinigten Staaten kam Der Don ist tot am 14. November 1973 in die Kinos, in der Bundesrepublik Deutschland am 11. April 1974.

## Synchronisation
| Darsteller       | Deutscher Sprecher       | Rolle              |
| ---------------- | ------------------------ | ------------------ |
| Anthony Quinn    | Gottfried Kramer         | Don Angelo DiMorra |
| Frederic Forrest | Ulrich Gressieker        | Tony Fargo         |
| Robert Forster   | Christian Brückner       | Frank Regalbuto    |
| Al Lettieri      | Edgar Ott                | Vince Fargo        |
| Charles Cioffi   | Heinz Petruo             | Luigi Orlando      |
| Louis Zorich     | Martin Hirthe            | Mitch DiMorra      |
| Joe Santos       | Friedrich Georg Beckhaus | Joe Lucci          |

## Rezeption
Das Lexikon des internationalen Films beurteilt den Film als „routiniert inszenierte[n], harte[n] Kriminalreißer mit melodramatischen Zügen.“